# مشاع شهيد ذبيحي فر (أرسك)
مشاع شهيد ذبیحي فر (بالإنجليزية: Masha-ye Shahid Zabeyhi Far)‏ هي مستوطنة تقع في إيران في قسم أرسك الريفي.